# Čis T
Čis T (do roku 2018 jako Čistychov), vlastním jménem Daniel Chládek, (* 1981, Bratislava) je slovenský rapper a člen hip-hopových skupin L.U.Z.A. a Názov Stavby. S rapem začal v polovině devadesátých let a v roce 2003 vydal se skupinou Názov Stavby své první studiové album. Svůj debutový sólový počin, který nesl název Né produkt, vydal o rok později v roce 2004. V současnosti (2013) má na svém kontě tři sólové desky a několik alb vydaných ve spolupráci s domácími i zahraničními interprety.

## Kariéra
Čis T pochází z rodiny nižší střední vrstvy a vyrůstal v bratislavské čtvrti Petržalka. K rapu se dostal v roce 1995, kdy pod přezdívkou D-šok založil skupinu Nervový Kolaps. V letech 1995 - 1996 zakládá společně se Slipem a DJ Hajtkovičem skupinu L.U.Z.A. V roce 1999 se setkali s bratislavskou skupinou Drvivá Menšina a společně založili uskupení Názov Stavby. O rok později vydali první vinyl Názov Stavby EP a neoficiální CD LúzaDrviváMenšina. V roce 2003 vydali první oficiální album Reč naša. Čistychov následně nahrál vinylový dvojsingl obsahující úspěšnou skladbu „Hanba ti“. Své první sólové album, které neslo název Né produkt, vydal v roce 2004 a přizval si na něj řadu hostů, mezi nimiž byli například Miky Mora, Orion, Tina, Opak či jeho kolegové z Názvu Stavby. V roce 2005 začal Čistychov spolupracovat s Mišo Bielym a společně s ním a dvěma Angličany Duane Flamesem a Christylem zakládá projekt I.Co, se kterým v létě roku 2006 vydal album s názvem International Collabo. O rok později vyšlo debutové album skupiny L.U.Z.A. 3mená 4písmená, na kterém se mezi hostujícími interprety objevili například Mišo Biely, Miky Mora či Kontrafakt. Po čtyřleté pauze vydal Čistychov v roce 2008 své druhé sólové album, které neslo název Posledný doberman a obsahovalo spolupráci s řadou zahraničních interpretů. Své třetí a prozatím poslední album Rap/Evolúcia (P.D.P.) vydal v roce 2011. Mezi hosty se na této desce objevili pouze slovenští interpreti Slipo, DNA, Mišo Biely a kubánští La Conexión a Pellon MC. V roce 2012 navázal na svoji slovensko-kubánskou spolupráci a vydal CD/DVD album Sin Limite, které se nese spíše v žánru latinskoamerické hudby. V roce 2013 vydal se skupinou 4D, jejíž členové jsou rapeři Čistychov a DNA, zpěvák Mišo Biely a producent G-Bod, album Kryštal. Kromě vlastních projektů a koncertů vystupoval též jako předskokan na koncertech Snoop Dogga či Black Eyed Peas.

## Diskografie

### Studiová alba (sólo)
- 2004: Né produkt
- 2008: Posledný doberman
- 2011: Rap/Evolúcia (P.D.P.)
- 2018: Yak Orol (Čis T)

### Studiová alba (ostatní)
- 2003: Názov Stavby – Reč naša
- 2007: L.U.Z.A. – 3mená 4písmená
- 2013: 4D – Kryštal
- 2015: L.U.Z.A. - LEGENDA

### Ostatní
- 2000: Názov Stavby - Názov Stavby EP (vinyl)
- 2000: Názov Stavby - LúzaDrviváMenšina (Demo CD)
- 2004: Názov Stavby - Reč naša EP (vinyl)
- 2006: I.Co - International Collabo
- 2011: DJ Pedro Rodriguez & DJ Danny Alves (Čistychov) - El Regreso De Los Elefantes (mixtape)
- 2012: Čistychov, DJ Pedro Rodriguez & Kiki Pro - Sin limite